# Мечеть Кунанбая
Мечеть Кунанбая (каз. Құнанбай мешіті), Каркаралинская мечеть-медресе — мечеть в городе Каркаралинске Карагандинской области Казахстана, построенная в XIX веке на средства Кунанбая Ускенбаева — отца казахского поэта Абая Кунанбаева. Одна из старейших казахских мечетей в Казахстане. Включена в список памятников памятников истории и культуры местного значения Карагандинской области.

## История
Мечеть строилась в 1849—1853 годах. Представляет собой двухэтажное деревянное здание (на территории Казахстана в то время сооружались только одноэтажные) шириной 15 м, длиной 11 м, высотой 6 м. При мечети существовали медресе, общежитие для учащихся, дом для мулл.
В советское время минарет был уничтожен. Остальная часть мечети была отдана под школу, позднее — под склады, ещё позже заброшена.
В 1980-е годы была восстановлена и передана верующим. В 1991 году специалисты производственного объединения по охране и реставрации памятников истории и культуры Казахстана осуществили реконструкцию здания.